# Mimosa hypoglauca
Mimosa hypoglauca är en ärtväxtart som beskrevs av Carl Friedrich Philipp von Martius. Mimosa hypoglauca ingår i släktet mimosor, och familjen ärtväxter.

## Underarter
Arten delas in i följande underarter:
- M. h. allostegia
- M. h. hypoglauca